# Csehszlovákia felbomlása

Csehszlovákia zászlaja (napjainkban Csehország zászlaja)

Csehszlovákia felbomlása (csehül: Rozdělení Československa, szlovákul: Rozdelenie Česko-Slovenska) az a történelmi esemény volt, amikor Csehszlovákia megszűnt és helyén 1993. január 1-jével két önálló állam: a Cseh Köztársaság és Szlovákia jött létre.

## Előzmények
A korábbi Csehszlovák Szocialista Köztársaság (ČSSR), ami 1960 és 1990 között volt az állam hivatalos megnevezése: 1990. március 29-től Csehszlovák Szövetségi Köztársaság-ra lett átnevezve. Ezt megelőzően, még március 1-jén, a szövetségi államok elnevezése változott: a Szlovák Szocialista Köztársaságból, Szlovák Köztársaság, míg március 6-án a Cseh Szocialista Köztársaságból lett Cseh Köztársaság. Mindebben közrejátszott az 1989-ben lezajlott úgynevezett bársonyos forradalom, melynek eredményeként az állam hivatalos nevét Csehszlovákiáról Cseh és Szlovák Föderatív Köztársaságra változtatták.
1990-től fogva az eddig elnyomott etnikai konfliktusok felerősödtek a szlovák és cseh részek között, amely konfliktus végül is a föderáció felbomlásához vezetett. 1992 júliusában a szlovák képviselők Pozsonyban a szlovák állam önállóságáról szóló nyilatkozatot fogadtak el, aminek következtében a még közös állam köztársasági elnöke benyújtotta a lemondását. Végül 1992. augusztus 26-án Václav Klaus miniszterelnökként megállapodott Vladimír Mečiar szlovák politikussal a szövetségi berendezkedésű állam különválásáról, mely 1993. január 1-jén be is következett. A különválás békésen, erőszak nélkül zajlott le.

## Következmények
Két új állam jött létre:
- Csehország
- Szlovákia

Csehország 1992-ben, míg Szlovákia 1993-ben csatlakozott az ENSZ-hez. Csehország 1999. március 12-től, Szlovákia 2004. március 24-től NATO tagország. 2004. május 1-től mindkét ország az Európai Unió tagja lett.
1993. február 8-án Csehszlovákia korábbi valutája, a csehszlovák korona helyett bevezették Csehországban a cseh, Szlovákiában pedig a szlovák koronát, amit 2009. január 1-jétől az Európai Unió közös fizetőeszköze, az euró váltott fel.